# Фонсека, Карлуш
Ка́рлуш Мануэ́л Ко́шта Ферна́ндеш Фонсе́ка (порт. Carlos Manuel Costa Fernandes Fonseca; 23 августа 1987, Сан-Мартинью-ди-Галегуш) — португальский футболист, полузащитник.

## Карьера
Воспитывался в клубе «Санта-Мария», там и начал свою карьеру в пятом португальском дивизионе.
Выступал в чемпионате Болгарии за «Черноморец» и «Славию».
В июне 2015 года был арендован у «Славии» казахстанским клубом «Иртыш», провёл до конца чемпионата 14 матчей и забил два гола. Казахстанцы решили выкупить его у болгар.
В январе 2016 заключил двухлетний контракт с этой командой. В первом же сезоне стал твёрдым игроком основы, сыграл 28 игр и забил 6 голов, чем помог команде выиграть бронзовые медали чемпионата Казахстана. В следующем сезоне провёл 32 игры и забил 5 голов, в квалификации Лиги Европы УЕФА 2017/18 выступил во всех 4 матчах против болгарского «Дунава» (1-0, 2-0) и сербского «Црвены звезды» (1-1, 0-2). И в октябре 2017 года продлил свой контракт ещё на два года.
Осенью 2018 сыграл 100-й матч за павлодарский «Иртыш».

## Достижения
«Фейренсе»
- Вице-чемпион Португальской Сегунды: 2010/11

«Иртыш»
- Бронзовый призёр чемпионата Казахстана: 2016

«Тобол»
- Серебряный призёр чемпионата Казахстана: 2020